# Cantón de Limoges-Condat
El cantón de Limoges-Condat era una división administrativa francesa, que estaba situada en el departamento de Alto Vienne y la región de Limusín.

## Composición
El cantón estaba formado por tres comunas, más una fracción de la comuna que le daba su nombre:
- Condat-sur-Vienne
- Le Vigen
- Limoges (fracción)
- Solignac

## Supresión del cantón de Limoges-Condat
En aplicación del Decreto nº 2014-194 de 20 de febrero de 2014, el cantón de Limoges-Condat fue suprimido el 22 de marzo de 2015 y sus 4 comunas pasaron a formar parte, las tres comunas del nuevo cantón de Condat-sur-Vienne y su fracción de comuna pasó a formar parte de los nuevos cantones de Limoges-6, Limoges-7 y Limoges-8.